# Рамон Санчес
Рамон Альфредо Санчес Паредес (ісп. Ramón Alfredo Sánchez Paredes; нар. 25 травня 1982, Сан Хуан Опіко, Сальвадор) — колишній сальвадорський футболіст, гравець національної збірної.

## Кар'єра

### Клуб
Санчес грав професійно за «Хувентуд Індепендьєнте» в першому дивізіоні Сальвадору. В цілому він зіграв 227 матчів у сальвадорських клубах вищого дивізіону і забив 19 голів.
Санчес приєднався до «Сан-Хосе Ерсквейкс» з МЛС у 2009 році і забив два голи у 10 матчах з командою в дебютному році. Пізніше він покинув команду 29 червня 2010 року.
В кінці липня 2010 року, Санчес підписав річний контракт з «Агілою». Після того, як його контракт закінчився, він перейшов в клуб «Ісідро Метапан», у складі якого ста дворазовим чемпіоном Сальвадору.
У лютому 2013 року Санчес підписав контракт з «Востоком» з казахстанської Прем'єр-ліги.
Після отримання довічної дискваліфікації, Санчес підписав контракт з клубом «Заху», оскільки іракська Прем'єр-ліга не визнана ФІФА..

### Міжнародна
У 2002 році Санчес виграв золоту медаль з Сальвадорским під-22 команди сайт juegos Deportivos захисту дітей центральноамериканських країн, випередивши Мексики у фіналі.
Санчес дебютував за збірну Сальвадору у червні 2003 року в товариському матчі проти Гондурасу і до лютого 2012 року провів 69 матчів, забивши 2 голи.
Він представляв свою країну в 22 матчах кваліфікації до чемпіонатів світу, а також став бронзовим призером Кубку Націй UNCAF 2001 року, а також учасником Золотих кубків КОНКАКАФ  2003, 2007, 2009 і 2011 років.
20 вересня 2013 року Санчес став одним з 14 гравців збірної Сальвадору, яких було пожиттєво дискваліфіковано за участь у договірних матчах.

### Голи за збірну
| # | Дата          | Місце                                                  | Суперник          | Результат | Рахунок | Турнір                             |
| - | ------------- | ------------------------------------------------------ | ----------------- | --------- | ------- | ---------------------------------- |
| 1 | 7 червня 2007 | Хоум Депо Центр, Карсон, США                           | Тринідад і Тобаго | 1–1       | 2–1     | Золотий Кубок КОНКАКАФ 2007        |
| 2 | 24 січня 2009 | Естадіо Тібурсіо Каріас Андіно, Тегусігальпа, Гондурас | Беліз             | 3-0       | 4-1     | Центральноамериканський кубок 2009 |

## Досягнення
- Переможець Ігор Центральної Америки та Карибського басейну: 2002
- Чемпіон Сальвадору: Клаусура 2003, Апертура 2011, Апертура 2012